# Лодис, Андрей Николаевич
Андрей Николаевич Лодис (род. 3 апреля 1980, Ушачи, Витебская область) — белорусский и российский футболист, полузащитник.

## Биография
Родился в семье Николая Лодиса 3 апреля 1980 года. Воспитанник витебского футбола (ДЮСШ Ушачи). Первый тренер Андрея — Виктор Александрович Лукьяненко.
После окончания девятого класса был приглашён в столичный РУОР. В 1997 и 1998 годах выступал в составе юниорской сборной Белоруссии вместе с Юрием Жевновым, Виталием Кутузовым, Александром Юревичем, Виталием Булыгой. Провёл 4 матча за молодёжную сборную страны.
В 2000 году играл за борисовский БАТЭ под руководством Юрия Пунтуса (серебро чемпионата Белоруссии). Позднее выступал за многие клубы первой и второй лиги России.
В 2012 году был отзаявлен из ФК «Смена» Комсомольск-на-Амуре. По данным сайта Football-dv.ru уход футболиста связан с его играми в букмекерских конторах города. Контракт был расторгнут по обоюдному согласию сторон.

## Награды и достижения

### Командные достижения
- Бронзовый призёр Второй лиги Группы «А» (2): 1997, 1999
- Серебряный призёр Чемпионата Белоруссии: 2000
- Серебряный призёр Второго дивизиона ПФЛ зоны «Восток» (3): 2000, 2005, 2008
- Чемпион Второго дивизиона ПФЛ зоны «Восток»: 2001
- Бронзовый призёр Второго дивизиона ПФЛ зоны «Восток»: 2006
- Серебряный призёр Второго дивизиона ПФЛ зоны «Урал—Поволжье»: 2009

### Личные достижения
- Лучший полузащитник Второго дивизиона ПФЛ зоны «Восток» (2): 2005, 2008
- Лучший игрок Второго дивизиона ПФЛ зоны «Восток»: 2008